# Rachinger-Korrektur
Die Rachinger-Korrektur ist ein von William Albert Rachinger (1927–2023) vorgeschlagenes rekursives Verfahren, um den störenden {\displaystyle K_{\alpha _{2}}}-Peak aus einem Beugungsbild bei der Röntgenbeugung herauszurechnen.

## Ursache des Doppelpeaks
Für Beugungsexperimente mit Röntgenstrahlung verwendet man in der Regel Strahlung mit der {\displaystyle K_{\alpha }}-Wellenlänge des Anodenmaterials. Dabei handelt es sich jedoch um ein Dublett, also in Wirklichkeit um zwei geringfügig unterschiedliche Wellenlängen. Nach den Beugungsbedingungen der Laue- bzw. Bragg-Gleichung erzeugen beide Wellenlängen jeweils ein Intensitätsmaximum. Diese Maxima liegen sehr dicht beieinander, wobei ihr Abstand abhängig vom Beugungswinkel {\displaystyle 2\theta } ist. Für größere Winkel ist der Abstand der Intentsitätsmaxima größer.

## Vorgehen

### Grundlagen
Die Wellenlängen der {\displaystyle K_{\alpha _{1}}}- und {\displaystyle K_{\alpha _{2}}}-Strahlung sind bekannt, damit auch ihre Energien über die Beziehung
{\displaystyle E=h{\frac {c_{0}}{\lambda }}.}
Daraus lässt sich für jeden Beugungswinkel der Winkelabstand {\displaystyle \Delta \theta } der beiden Kα-Peaks bestimmen.
Weiterhin ist bekannt, wie sich die Intensitäten von {\displaystyle K_{\alpha _{1}}} und {\displaystyle K_{\alpha _{2}}} im Beugungsbild verhalten. Dieses Verhältnis ist quantenmechanisch festgelegt und beträgt für alle Anodenmaterialien:
{\displaystyle r={\frac {I_{\alpha _{2}}}{I_{\alpha _{1}}}}=0{,}5.}

### Rechnung
Für die Rechnung geht man nun davon aus, dass sich beim {\displaystyle K_{\alpha _{2}}}-Peak lediglich um eine mit dem Faktor {\displaystyle r} skalierte und um {\displaystyle \Delta \theta } zu größeren Winkeln verschobene Variante des {\displaystyle K_{\alpha _{1}}}-Peaks handelt.
Für die Gesamt-Intensität gilt also
{\displaystyle I(\theta )=I_{1}(\theta )+I_{2}(\theta )},
wobei {\displaystyle I_{1}(\theta )} die Intensität des reinen {\displaystyle K_{\alpha _{1}}}-Peaks und {\displaystyle I_{2}(\theta )} die Intensität des reinen K{\displaystyle \alpha _{2}}-Peaks ist. Mit dem oben genannten gilt jedoch für die Intensität des {\displaystyle K_{\alpha _{2}}}-Peaks
{\displaystyle I_{2}(\theta )=r\cdot I_{1}(\theta -\Delta \theta )},
so dass sich für die Gesamt-Intensität
{\displaystyle I(\theta )=I_{1}(\theta )+r\cdot I_{1}(\theta -\Delta \theta )}
ergibt.

### Praktische Umsetzung

Beugungsbild vor und nach Rachinger-Korrektur

Um die Rachinger-Korrektur praktisch durchzuführen, beginnt man an einer steigenden Flanke eines Peaks. Für einen bestimmten Winkel {\displaystyle \theta } wird die Intensität des Beugungsbildes {\displaystyle I(\theta )} genommen und mit {\displaystyle r} skaliert zu {\displaystyle I'(\theta )=r\cdot I(\theta )}, gleichzeitig wird der Winkelunterschied {\displaystyle \Delta \theta } berechnet. An der Stelle {\displaystyle \theta +\Delta \theta } kann die wahre Intensität {\displaystyle I_{1}} (die vorläge, wenn es keinen {\displaystyle K_{\alpha _{2}}}-Peak gäbe) berechnet werden durch
{\displaystyle I_{1}(\theta +\Delta \theta )=I(\theta +\Delta \theta )-I'(\theta )}.
Da die Messwerte von Röntgenbeugungsexperimenten in der Regel als ASCII-Tabellen vorliegen, kann dieses Vorgehen schrittweise wiederholt werden, bis das gesamte Beugungsbild durchgefahren wurde.
Heute wird diese Methode kaum noch verwendet. Aufgrund der Leistungsfähigkeit der Computer wird der {\displaystyle K_{\alpha _{2}}}-Peak einfach immer mitgefittet.

## Einschränkungen
Aus der Art und Weise, wie das korrigierte Beugungsbild berechnet wird, ergibt sich, dass für die kleinen Beugungswinkel keine Korrektur erfolgt. Des Weiteren ist die Annahme Rachingers, dass es sich beim {\displaystyle K_{\alpha _{2}}}-Peak lediglich um eine skalierte Variante des {\displaystyle K_{\alpha _{1}}}-Peaks handelt nicht korrekt, da die Linien im Allgemeinen unterschiedliche Breiten besitzen. Daher liegt in der Realität eine Abweichung in Form und Intensität vor. Auch verliert die Korrektur bei einem nicht vernachlässigbar kleinem Untergrund ihre Gültigkeit, da dieses selbst eine ungewollte Korrektur verursacht.